# Лепрье, Франсуа Матьяс Рене
Франсуа́ Матья́с Рене́ Лепрье́ (фр. François Mathias René Leprieur; 1799—1870) — французский флотский врач и фармацевт, исследователь Французской Гвианы.

## Биография
Франсуа Лепрье родился 18 апреля 1799 года в городке Сен-Дье. С 1824 по 1829 Лепрье путешествовал по Сенегамбии вместе с Жоржем Самюэлем Перротте, Жаком Франсуа Роже и Жаном Гийомом Жюбленом. В 1830 году обосновался в Кайенне, став первоклассным фармацевтом. В Гвиане Лепрье занимался сбором гербария растений и животных, в особенности насекомых. Он совершил восхождение по реке Ояпок к её истоку.
В 1850 году Лепрье отправился на Мартинику, где пробыл до 1858 года. После этого ушёл на пенсию, поселившись в Кайенне. Скончался 16 июля 1870 года (часто указывается 1869 год).
Основной ботанический гербарий Лепрье разделён между Женевским ботаническим садом (G) и Парижским музеем естественной истории (P).

## Роды грибов и некоторые виды растений и животных, названные в честь Ф. Лепрье
- Leprieuria Læssøe, J.D.Rogers & Whalley, 1989
- Leprieurina G.Arnaud, 1918
- Leprieurinella Bat. & H.Maia, 1961
- Osteocephalus leprieurii (Duméril & Bibron, 1841)
- Zanthoxylum leprieurii Guill. & Perr., 1831